# Okada Izō
 (janvier 2023).
Si vous disposez d'ouvrages ou d'articles de référence ou si vous connaissez des sites web de qualité traitant du thème abordé ici, merci de compléter l'article en donnant les références utiles à sa vérifiabilité et en les liant à la section « Notes et références ».
Pour les articles homonymes, voir Okada.
Okada Izō (岡田 以蔵, 14 février 1838 – 11 mai 1865) était un samouraï japonais de la fin de l’époque Edo, redouté comme l’un des quatre célèbres assassins hitokiri, actifs durant la période Bakumatsu. Il était membre du Tosa Kinnō-tō, un parti impérialiste loyaliste du domaine de Tosa, sa région natale. Izō et Tanaka Shinbei agissaient à Kyoto comme assassins sous la direction de Takechi Hanpeita.
Son nom de naissance (imina (諱)) était Yoshifuru.

## Filmographie
Il est le protagoniste de plusieurs films, les plus notoires étant Puni par le ciel (de Hideo Gosha, sorti en 1969) et Izo (de Takashi Miike, sorti en 2004).
Le personnage d'Udo Jin-e dans le manga et le dessin animé Kenshin le vagabond était originellement inspiré d'Izō, bien que l'auteur admît que son personnage n'avait plus rien à voir avec Izo.
Le personnage d'Okada Nizô du manga Gintama est, lui, directement inspiré du personnage historique. En plus de noms quasiment identiques, ils partagent également une technique de combat très poussée ainsi qu'un statut d'assassin hors pair.
Izō Okada est également l'un des personnages de la série Ryōmaden, diffusée sur la chaîne japonaise NHK. Il y est interprété par Takeru Satoh.

## Jeux vidéos
Il apparaît dans Rise of the Ronin avec les trois autres Hitokiri. Il y est montré de manière généralement fidèle à ses descriptions dans la réalité, à l'exception du fait qu'il agisse seul (on ne le voit jamais avec les autres, pas même Tanaka Shinbei)  et surtout, qu'il y est montré comme le meilleur ami de Sakamoto Ryoma. 